# Bukovac (Derventa)
Pour les articles homonymes, voir Bukovac.
Bukovac (en serbe cyrillique : Буковац) est un village de Bosnie-Herzégovine. Il est situé dans la municipalité de Derventa et dans la république serbe de Bosnie. Selon les premiers résultats du recensement bosnien de 2013, il compte 35 habitants.

## Démographie

### Répartition de la population par nationalités (1991)
En 1991, les 123 habitants du village se répartissaient de la manière suivante, :